# Dirachma somalensis
Dirachma somalensis es una especie de planta fanerógama perteneciente a la familia de las Dirachmaceae. Es originaria de Somalia.

## Hábitat y ecología
Se encuentra en Somalia donde la subpoblación más conocido ocurre en Gawen Gorge, cerca de Hobyo. Otras subpoblaciones se cree que existe.

## Taxonomía
Dirachma somalensis fue descrita por Detlef A. Link  y publicado en Bulletin du Jardin Botanique National de Belgique 61(12): 4. 1991.